# Tourisme
Pour les articles homonymes, voir Tourisme (homonymie).

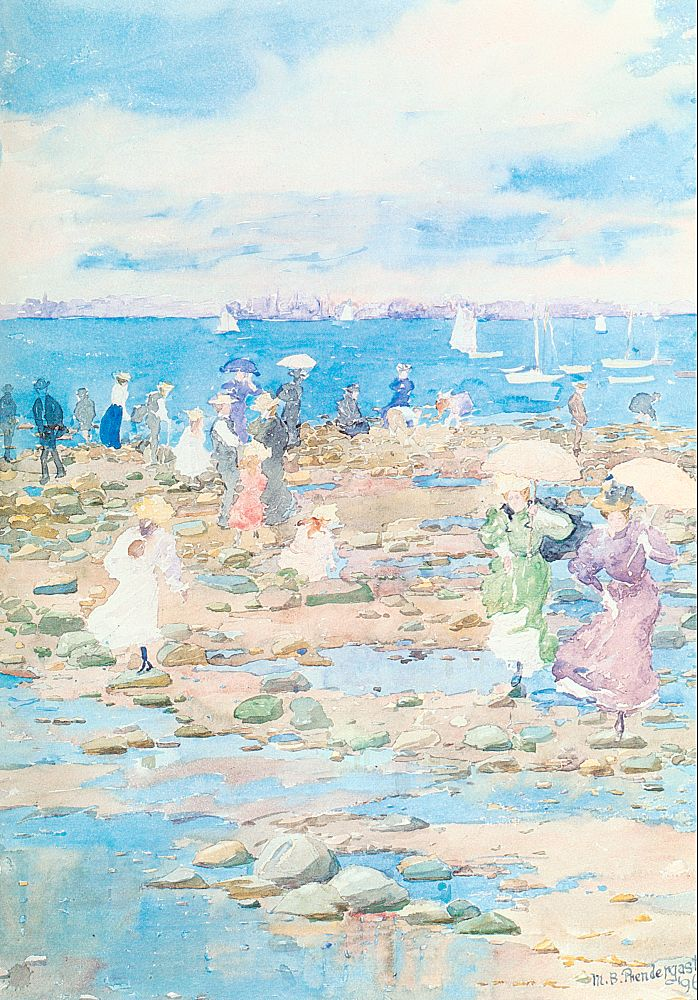
Maurice Prendergast, Visiteurs d'été, 1897.

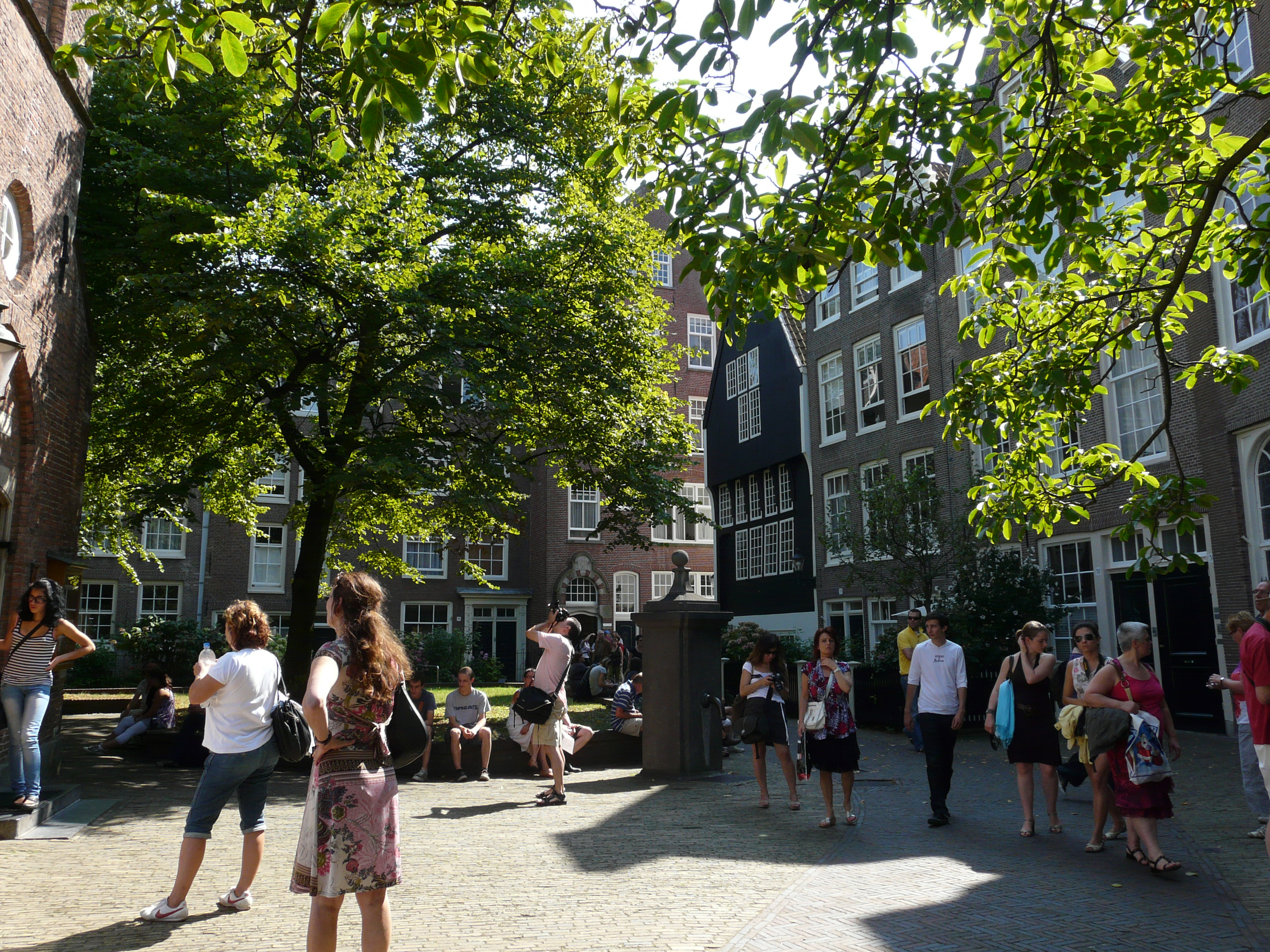
Touristes visitant le béguinage d'Amsterdam.

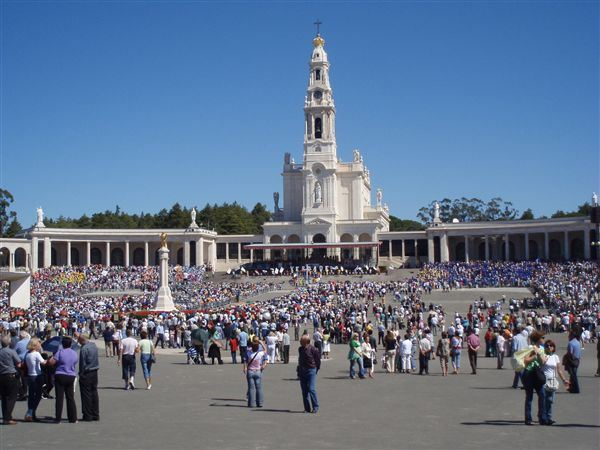
Touristes visitant le sanctuaire de Fátima, Portugal.

Le mot tourisme désigne le fait de voyager pour son plaisir hors de ses lieux de vie habituels, et d'y résider de façon temporaire, mais aussi un secteur économique qui comprend en plus de l'hôtellerie l'ensemble des activités liées à la satisfaction et aux déplacements des touristes.
Le voyage d'agrément existe depuis l'Antiquité mais le tourisme apparaît à partir du XVIIIe siècle en Angleterre avec le développement du Grand Tour, grand voyage. En 1803, le terme « touriste » apparaît dans la langue française, dérivant du mot anglais tourist apparu en 1800, désignant des voyageurs parcourant des pays étrangers avec d'autres buts que les affaires, l'exploration scientifique ou le prosélytisme religieux, avant de revenir chez eux. Stendhal publie en 1838 Mémoires d'un touriste où il relate ses voyages en Normandie, en Bretagne, et dans plusieurs régions françaises.
Le mot « tourisme » arrive plus tard sans recouvrir une définition plus précise que celle donnée par le Supplément Larousse de 1877 : « Tourisme, habitude de touriste ». Sa définition s'affine à partir des années 1960. En 2000, quatre organisations internationales donnent une définition commune au terme : « Le « tourisme » comprend les activités déployées par les personnes au cours de leurs voyages et de leurs séjours dans les lieux situés en dehors de leur environnement habituel pour une période consécutive qui ne dépasse pas une année, à des fins de loisirs, pour affaires et autres motifs non liés à l’exercice d’une activité rémunérée dans le lieu visité ».
Entre l'art d'être touriste et un secteur économique devenu majeur, ses représentations varient, tant par le nombre d'acteurs concernés, que ses lieux ou formes de pratiques, du tourisme de santé, balnéaires, de montagne, récréatif, sportif, culturel et de patrimoine au tourisme vert (paysages et écosystèmes…), etc. Il profite de nouveaux modes de transport, du développement de l'hôtellerie et de la restauration, utilisant des infrastructures existantes ou les créant pour ses besoins (stations touristiques…). Depuis les années 1990 et la prise de conscience environnementale, une nouvelle forme de tourisme se présente comme respectueuse de son environnement sous le nom de tourisme durable. En France, une enquête de l'Alliance du tourisme a montré que « 85 % des Français sont intéressés par un tourisme durable, mais que seulement 40 % sont prêts à payer plus cher ».
Mais différentes voix se sont élevées contre ce modèle, auquel on reproche d'allier deux termes difficilement conciliables, voire inconciliables : pollution liée aux transports (en particulier aérien), surconsommation d'eau, altération des paysages naturels, leurre d'une véritable rencontre entre les cultures sont quelques-uns des principaux reproches adressés au tourisme durable, à quoi vient s'ajouter le déséquilibre des échanges économiques entre population locale, touristes et investisseurs,. On notera aussi qu'en 2018, le tourisme représente environ 8 % des émissions de gaz à effet de serre avec environ 4,5 gigatonnes par an d'équivalent-dioxyde de carbone dissipées dans l'atmosphère (quatre fois plus que ce qui avait été précédemment estimé).
Le développement du tourisme est lié au développement des transports et à la baisse de leurs coûts (voiture, train, bateau, et surtout avion) et à l'apparition des classes aisées et moyennes des pays occidentaux (Europe et d'Amérique du Nord), plus récemment des pays émergents (Chine, Inde ou Brésil) ; dans ces régions, l'élévation du niveau de vie et l'accès aux congés permettent de consacrer plus de temps et d'argent aux loisirs, notamment au tourisme.

## Étymologie et définitions
L'origine du mot est anglaise, tourist, qui trouve son étymologie dans le mot français tour (voyage circulaire). Il désigne au XVIIIe siècle le voyage que font les jeunes de l'aristocratie britannique sur le continent européen pour rejoindre la ville de Rome. Il est tout d'abord un adjectif, puis devient un substantif. Le mot tourist apparaît en Angleterre en 1800. Trois ans plus tard, il est utilisé dans la langue française, pour lequel, le Littré donne dans ses différentes éditions du XIXe siècle la définition suivante :

« Touriste : Il se dit des voyageurs qui ne parcourent des pays étrangers que par curiosité et désœuvrement, qui font une espèce de tournée dans des pays habituellement visités par leurs compatriotes. Il se dit surtout des voyageurs anglais en France, en Suisse et en Italie »

— Émile Littré (1873), Dictionnaire de la langue française.
Pierre Larousse donne une version moins négative avec sa définition « personne qui voyage par curiosité et par désœuvrement », dans son Dictionnaire Universel du XIXe siècle. Le mot semble se populariser à partir de 1816 et Stendhal contribue à son usage avec Mémoires d'un touriste, publié en 1838. L'usage du mot tourisme est, lui, plus tardif et il faut attendre la fin du siècle pour que les dictionnaires lui donnent une définition. Le Supplément Larousse donne ainsi une ébauche de définition dans son édition de 1877 : « Tourisme, habitude de touriste ».
En 1937, la Société des Nations donne une définition de dimension internationale au mot touriste : « Touriste : toute personne qui, voyageant pour son agrément, s'éloigne pendant plus de 24 heures et moins d'un an de son domicile habituel ». La temporalité devient un élément important de ce déplacement récréatif.
Les spécialistes de la thématique relèvent qu'il est difficile de donner une définition stricte à cette notion. Ainsi, l'historien spécialiste du tourisme, Marc Boyer (2005) relève qu'il existe un flou et retient que « le tourisme est à la fois l'action (l'art) d'être touriste et un susbtrat matériel. » Les auteurs Jean-Michel Dewailly et Émile Flament (2000) éludent quant à eux la question dans leur manuel en indiquant « un individu fait du tourisme quand il a le sentiment d'en faire ». Cependant, en 1993, l'Organisation mondiale du tourisme adopte une série de définitions concernant le tourisme et devant permettre d'établir des outils afin de mieux connaître et mesure le phénomène. En 2000, trois autres organisations internationales — Commission de statistique des Nations unies (en), Eurostat et OCDE — adopteront cette même définition.

« Le « tourisme » comprend les activités déployées par les personnes au cours de leurs voyages et de leurs séjours dans les lieux situés en dehors de leur environnement habituel pour une période consécutive qui ne dépasse pas une année, à des fins de loisirs, pour affaires et autres motifs non liés à l’exercice d’une activité rémunérée dans le lieu visité »

— Compte satellite du tourisme : Recommandations concernant le cadre conceptuel (2001)
L'OMT précise sur son site que le tourisme est « un phénomène social, culturel et économique ». Dans Tourisme et sciences économiques : conceptualisation, enjeux et méthodes, l'économiste Bruno Marques considère que cette définition est fortement influencée par le prisme économique.
Au début des années 2000, l'approche géographique de Rémy Knafou et Mathis Stock, puis à leur suite les membres de l'équipe M.I.T. regroupant des enseignants-chercheurs en géographie et spécialistes du tourisme, proposait une autre lecture du phénomène en adoptant une approche systémique du tourisme, le définissant comme un « système d'acteurs, de pratiques et d'espaces qui participent à la récréation des individus par le déplacement et l'habiter temporaire hors des lieux du quotidien » et demandant notamment de mettre au cœur de ce système un acteur : le touriste.

## Histoire

### Les premières formes
Bien que la notion de « tourisme » soit récente, le sociologue du tourisme Rachid Amirou note des analogies de comportement plus anciens, par exemple l'attrait de la mer pour les Romains ou encore avec les pèlerinages médiévaux. Il étudie également comment, depuis le XIXe siècle s'est opposée la notion méliorative du « voyageur » à celle, péjorative, du tourisme de masse et de quelle manière s'est construit un imaginaire touristique (par exemple l'île et le fantasme construit culturellement du « paradis perdu ») avec les dérives que cela peut engendrer (comme la mise en valeur d'une authenticité qui serait surtout une assignation identitaire à l'immuabilité des peuples visités.
Des spécialistes de sciences historiques comme Korstanje et Saidi dénoncent l'ethnocentrisme de la vision officielle des origines historiques du tourisme. Bien avant le Grand Tour, les voyages culturels sont pratiqués ailleurs qu'en Europe. La tradition de l'hospitalité est présente chez la plupart, voire tous les peuples, mais est peu mise en valeur. C'est pourtant cette valeur de l'hospitalité qui est un des principaux leviers du tourisme et de la découverte culturelle d'autrefois, et elle garde une importance relative aujourd'hui.
Ce trait social explique bien le désir de mobilité à travers les continents et les époques. Cette soif d'exploration, d'apprentissage et de repos laisse de nombreuses traces archéologiques, telles les routes et cités de pèlerinage. D'autres traces du développement de l'activité touristiques sont restées : des graffitis remontant à il y a plus de 3 500 ans sur des pyramides égyptiennes, des vestiges d'hôtels en Crète en 1500 av. J.-C., etc.,.

### Grand Tour

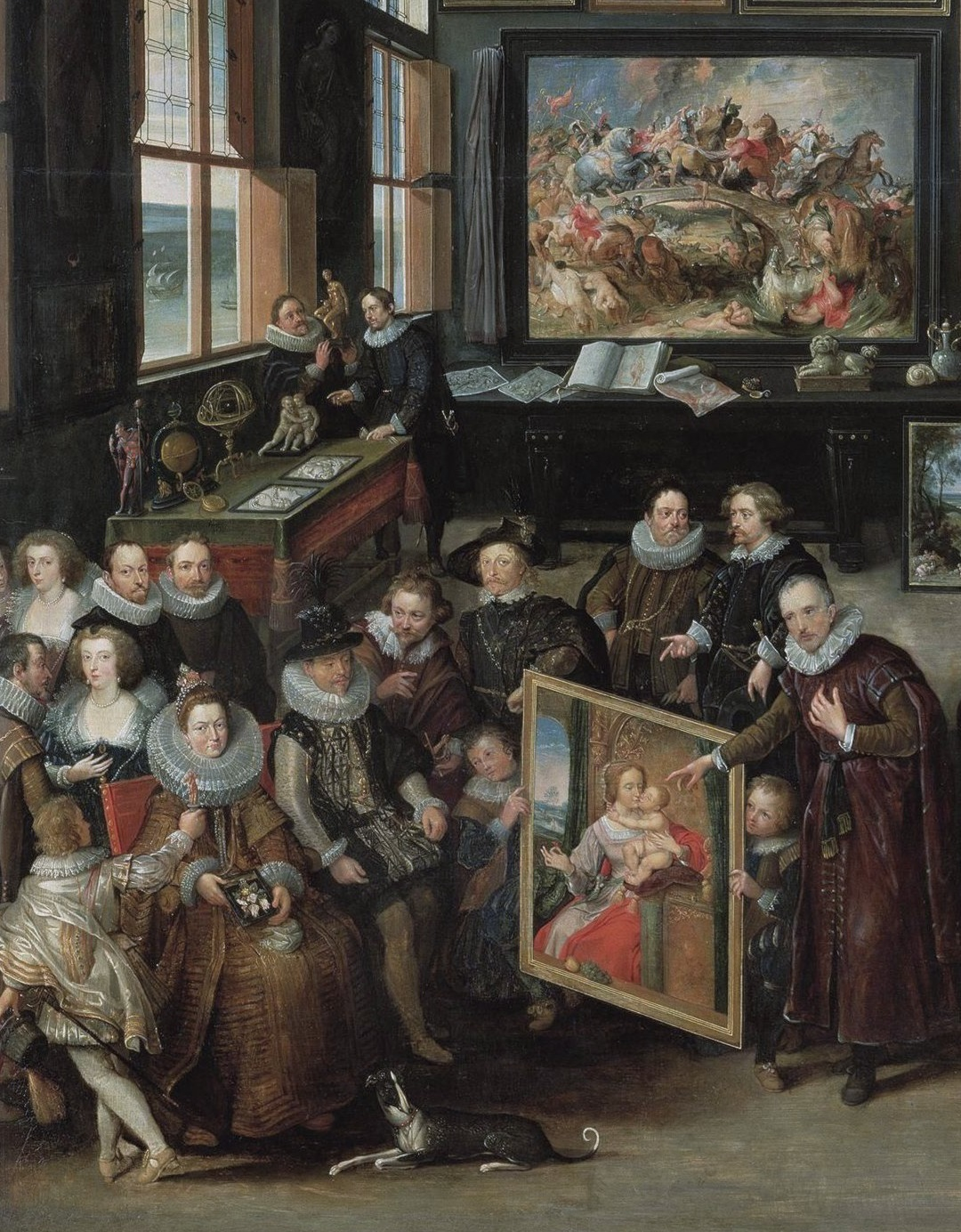
Le prince Ladislas Sigismond de Pologne visitant la galerie de Cornélius van der Geest à Bruxelles en 1624.

Les termes « tourisme » et « touriste » furent utilisés officiellement pour la première fois par la Société des Nations pour dénommer les gens qui voyageaient à l'étranger pour des périodes de plus de 24 heures. Mais l'industrie du tourisme est bien plus ancienne que cela.

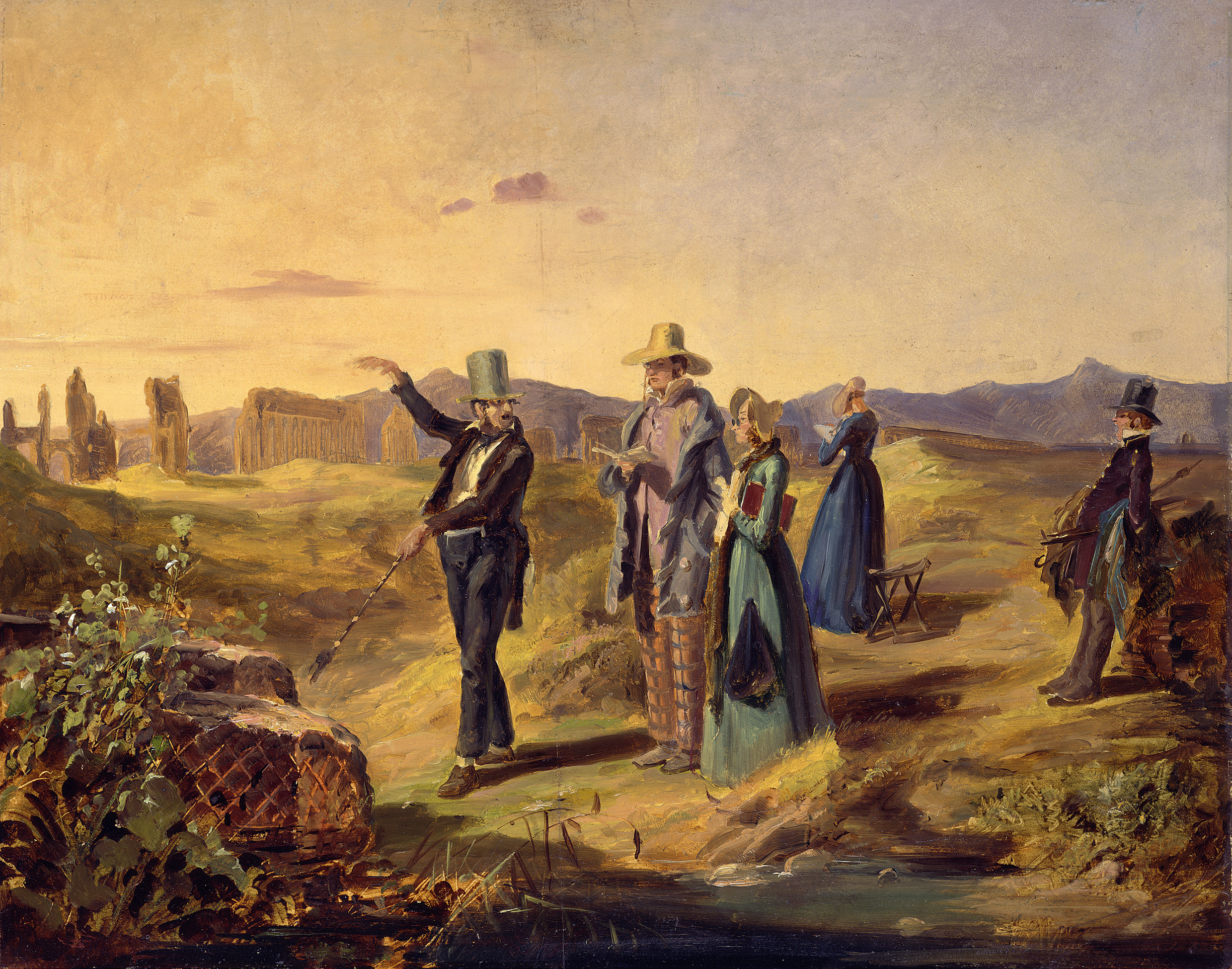
Anglais dans la Campagne romaine. par Carl Spitzweg (1845)

Le tourisme moderne apparaît avec ce que l'on appelait le Grand Tour, un voyage traditionnel en Europe (en particulier en Allemagne et en Italie), entrepris principalement par des jeunes hommes nobles européens. En 1624, le jeune prince de Pologne, Ladislas Sigismond Vasa, fils aîné et héritier de Sigismond III, entreprit un voyage à travers l'Europe, comme c'était le cas chez la noblesse polonaise. Il a parcouru les territoires de l'Allemagne d'aujourd'hui, de la Belgique, des Pays-Bas, où il a admiré le siège de Breda par les forces espagnoles, il a visité la France, la Suisse, l'Italie, l'Autriche et la Bohême. C'était un voyage éducatif dont l'un des résultats a été l'introduction de l'opéra italien dans la République polono-lituanienne.
Le terme de « tour » devint populaire en Grande-Bretagne au XVIIIe siècle, quand le « Grand Tour of Europe » (Grand Tour de l'Europe) devint une part de l'éducation des jeunes et riches gentilshommes britanniques. Pour parachever leur éducation et fuir le mauvais temps de leur île natale (bien que cela s'explique également politiquement par le recul du pouvoir de caste des nobles anglais après la révolution anglaise de 1641 qui se replient sur leur domaine tout en se tournant vers l'extérieur et donc d'autres horizons), nombre de jeunes gens allaient partout en Europe, mais surtout en des lieux d'intérêt culturel et esthétique comme Rome, la Toscane ou les Alpes, et les capitales européennes.
Dès le XVIe siècle, nombre d'artistes britanniques et européens faisaient le « voyage en Italie », comme Claude Lorrain. Si Rome, Naples et Florence attiraient depuis longtemps les visiteurs étrangers, c'est l'influence des poètes romantiques comme Lord Byron et William Blake qui rendit la campagne, les Alpes, les torrents et les gorges de montagnes, populaires
Les aristocrates britanniques du XVIIIe siècle raffolaient particulièrement du « Grand Tour », profitant de l'occasion pour découvrir les richesses artistiques et archéologiques de l'Italie en particulier, et accumuler des trésors artistiques de toute l'Europe. Ils jouèrent un rôle prépondérant dans la naissance de l'archéologie, avec la découverte de Pompéi et Herculanum, notamment. Ils ont ramené ainsi des œuvres d'art dans des quantités jamais égalées ailleurs en Europe, c'est ce qui explique la richesse actuelle de nombreuses collections tant publiques que privées britanniques. Le tourisme de cette époque était fondamentalement élitiste, voyage d'agrément et de formation qui permettait de rencontrer ses homologues dans toute l'Europe.
Le tourisme, au sens moderne du terme, s'est développé au XIXe siècle ; il représente de nos jours la majeure partie de l'industrie touristique. Le début de cette industrialisation du tourisme fut une invention britannique durant ce siècle, avec notamment la création de la première agence de voyages par Thomas Cook. Cette activité répondait aux besoins croissants de déplacement des Britanniques, dont le pays fut le premier État européen à s'industrialiser. Dans un premier temps, ce sont essentiellement les nobles, bientôt suivis par la bourgeoisie formée par les propriétaires des moyens de production - les usines -, les commerçants et progressivement la nouvelle classe moyenne qui bénéficièrent de temps libre. Mais pour cela, encore fallait-il avoir l'idée et l'envie de voyager. Dans ce contexte, les expositions universelles jouèrent un rôle considérable dans le développement de l'activité touristique. Elles constituèrent des buts de voyage fort appréciés et prisés, à commencer par la première exposition universelle de Londres, en 1851, qui attira plus de six millions de visiteurs, fascinés par l'attrait et l'éclat des expositions mais aussi du bâtiment qui les accueillait, le Crystal Palace.
Le tourisme se diversifie au cours du XIXe siècle avec d’autres pratiques telles que le voyage d'agrément, le voyage d'affaires, le thermalisme (qui connaît un très fort développement), tandis que progressivement on recherche d'une part la mer, mais aussi bientôt la douceur du soleil méditerranéen durant la froide saison. Plus tard, au tournant du XXe siècle, les cures de soleil pour soigner la tuberculose - un des fléaux de l'époque- amènent le développement des sanatoriums.
L'origine britannique de cette nouvelle industrie est attestée par de nombreux noms :
- à Nice, la longue esplanade le long de la mer est encore connue comme la « promenade des Anglais » ;
- dans de nombreuses stations touristiques de l'Europe continentale, les palaces ont des noms comme Hôtel Bristol, Hôtel Carlton ou Hôtel Majestic.

Ce sont également des hôteliers du village de St Moritz, en Suisse, et des touristes britanniques qui inventèrent les sports d'hiver, en 1865. Un hôtelier de la station réussit à convaincre des touristes anglais de revenir durant l'hiver, leur promettant un climat ensoleillé, aux antipodes des hivers britanniques. Dans le cas contraire, ils seraient remboursés. Cet événement marque le début des sports d'hiver et de ce que l'on appelle la « saison hivernale ».

### Le rôle du chemin de fer dans le développement du tourisme
Le tourisme de masse ne commença à se développer que lorsque les moyens de transport eurent progressé et que le nombre de gens bénéficiant de temps libre eut augmenté. L'invention du chemin de fer et le développement du réseau ferré au XIXe siècle ont abouti à la croissance de villes au bord de la mer facilement accessible pour les citadins britanniques… Blackpool a été créé par la construction d'une ligne en direction de Fleetwood et quelques stations ont été promues par les sociétés de chemin de fer- Morecambe par Midland Railway et Cleethorpes par Great Central Railway. D'autres stations ont inclus Scarborough dans le Yorkshire, pour les habitants Leeds et Bradford ; Weston-super-Mare dans le Somerset, accueillant les habitants de Bristol ; et Skegness, été fréquenté par les résidents de l'Est industriel de Midlands. Les Cockneys de Londres ont afflué à Southend-on-Sea, principalement par bateau à roues à aubes de la Tamise et les stations de la Côte Sud tel que Broadstairs, Brighton et Eastbourne étaient seulement à un court trajet en train, avec d'autres plus loin comme Bournemouth, Bognor Regis et Weymouth.

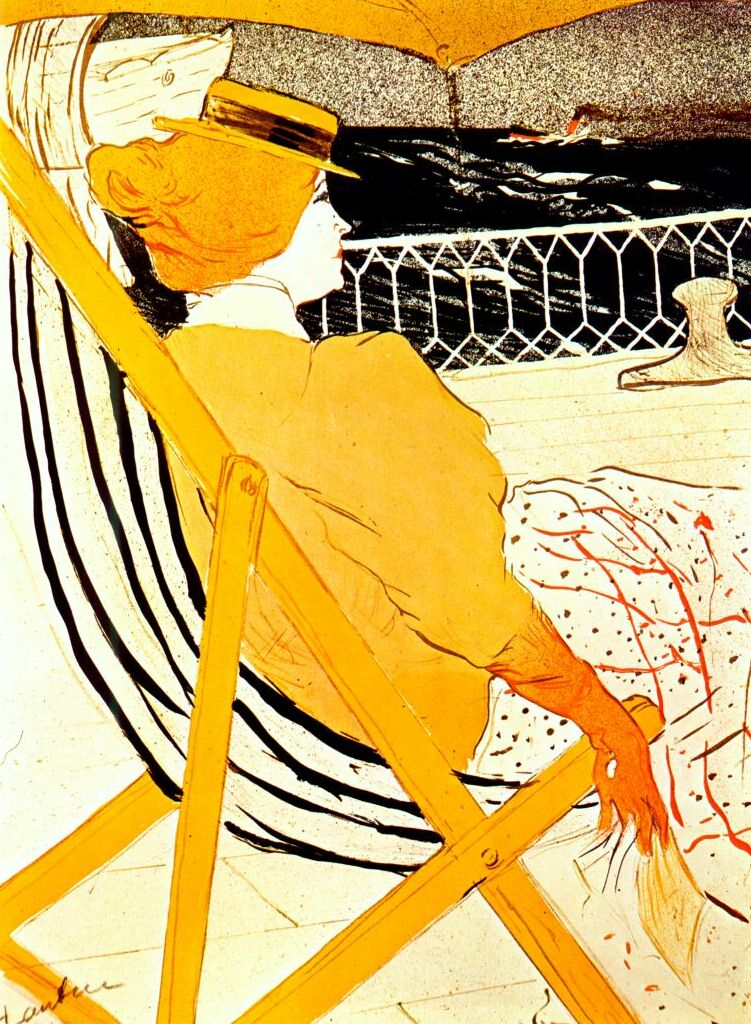
La Passagère du 54 par Henri de Toulouse-Lautrec (1896)

Pendant un siècle, le tourisme local était la norme, avec des voyages à l'étranger réservés pour les riches ou les personnes culturellement curieuses. Un certain nombre de destinations à l'intérieur des terres, comme le Parc national du Lake District et Snowdonia ont fait appel à ceux qui aimaient la campagne et les beaux paysages. Le camp de vacances a commencé à apparaître dans les années 1930, mais ce phénomène s'est vraiment étendu dans la période de l'après-guerre. Butlins et Pontins mirent en place cette tendance, mais leur popularité déclina avec la hausse des voyages organisés à l'étranger et le croissant confort auxquels les visiteurs sont devenus habitués à la maison. Vers la fin du XXe siècle ce marché a été réanimé par les stations locales haut de gamme de la société hollandaise Center Parcs.

### Le tourisme colonial
Un exemple de développement d'un tourisme dans les colonies est le cas des Indes néerlandaises. Entre 1890 et 1910, les publications de guides de voyage se multiplient. Le gouvernement colonial comprend le profit qu'il peut tirer de cet intérêt, et construit des relais d'étape à travers l'île de Java, les pasanggrahan. Entre 1900 et 1930, le tourisme par des Européens à Java connaît un essor remarquable. À Batavia, capitale de la colonie, un Travellers' Official Information Bureau publie des guides vantant les charmes des « Indes orientales ». Le fabricant de pneumatiques Goodyear publie des cartes. De prestigieux hôtels sont construits à travers l'île. Ce développement est rendu possible par l'amélioration des liaisons maritimes entre Batavia et Singapour, principale colonie britannique dans la région et déjà un port important.
Un autre exemple est le tourisme colonial français : création de la station d'altitude de Đà Lạt au Việt Nam en 1916, tourisme au Maghreb à la fin du XIXe siècle favorisé par le Grand Tour des aristocrates à partir du XVIIe siècle, les voyages des intellectuels et artistes au XVIIIe siècle et puis par les autorités impériales qui suscitent la curiosité et le goût de l’exotisme. Ces autorités, par l'intermédiaire d'organisations publiques ou d'institutions privées (Touring club de France, syndicats d'initiatives, compagnies transatlantiques comme la Compagnie générale transatlantique, compagnies ferroviaires comme la PLM), mettent en place des Comités d'hivernage, font construire des hôtels, casinos, théâtres, routes, des stations touristiques, publier des guides, préserver le patrimoine local (souks, mosquées). Elles s'en servent de propagande pour glorifier la colonisation, voire favoriser la venue de nouveaux colons. Après la crise de 1929, ce tourisme naissant décline au profit du « tourisme intérieur » des fonctionnaires coloniaux et du tourisme plus populaire (notamment les adhérents de l'association Tourisme et Travail de Jean Faucher, de l'association touristique des cheminots qui prennent leurs congés avec les comités d'estivage). Les autorités créent parallèlement des institutions ad hoc (OFALAC en Algérie, Lotus en Tunisie) pour développer économiquement ces territoires colonisés, par exemple multiplication des parcs nationaux d'Algérie. Après la Seconde Guerre mondiale, avec le développement du tourisme de masse, sont mises en place des actions concertées de développement touristique.

### Évolutions récentes
La seconde moitié du XXe siècle est marquée par les fameux quatre S du modèle touristique, Sea, Sun, Sand, Sex (la Mer, le Soleil, le Sable, le Sexe), idée qui a été popularisée de façon satirique par le film Les Bronzés.
Des évolutions se manifestent dans cette seconde moitié du XXe siècle. Le touriste n'est plus seulement « toute personne en déplacement hors de son environnement habituel pour une durée d'au moins une nuitée et d'un an au plus» (définition de l'Organisation mondiale du tourisme) ; c'est un ensemble beaucoup plus vaste d'activités, de pratiques extrêmement variées. Si en France jusqu'en 1936 il était l'apanage de classes sociales aisées, avec l'instauration des congés payés, il a connu un essor tout autre ; la masse des travailleurs et de leurs familles pouvant ainsi enfin se déplacer pour leur agrément. Le développement du tourisme de masse en France a lieu après la mise en place de la troisième, puis de la quatrième semaine de congés payés, en 1956 et 1969. Cependant, à bien des égards, le tourisme (en tant que voyage) reste un luxe seulement accessible aux classes aisées et moyennes de la population des pays développés.

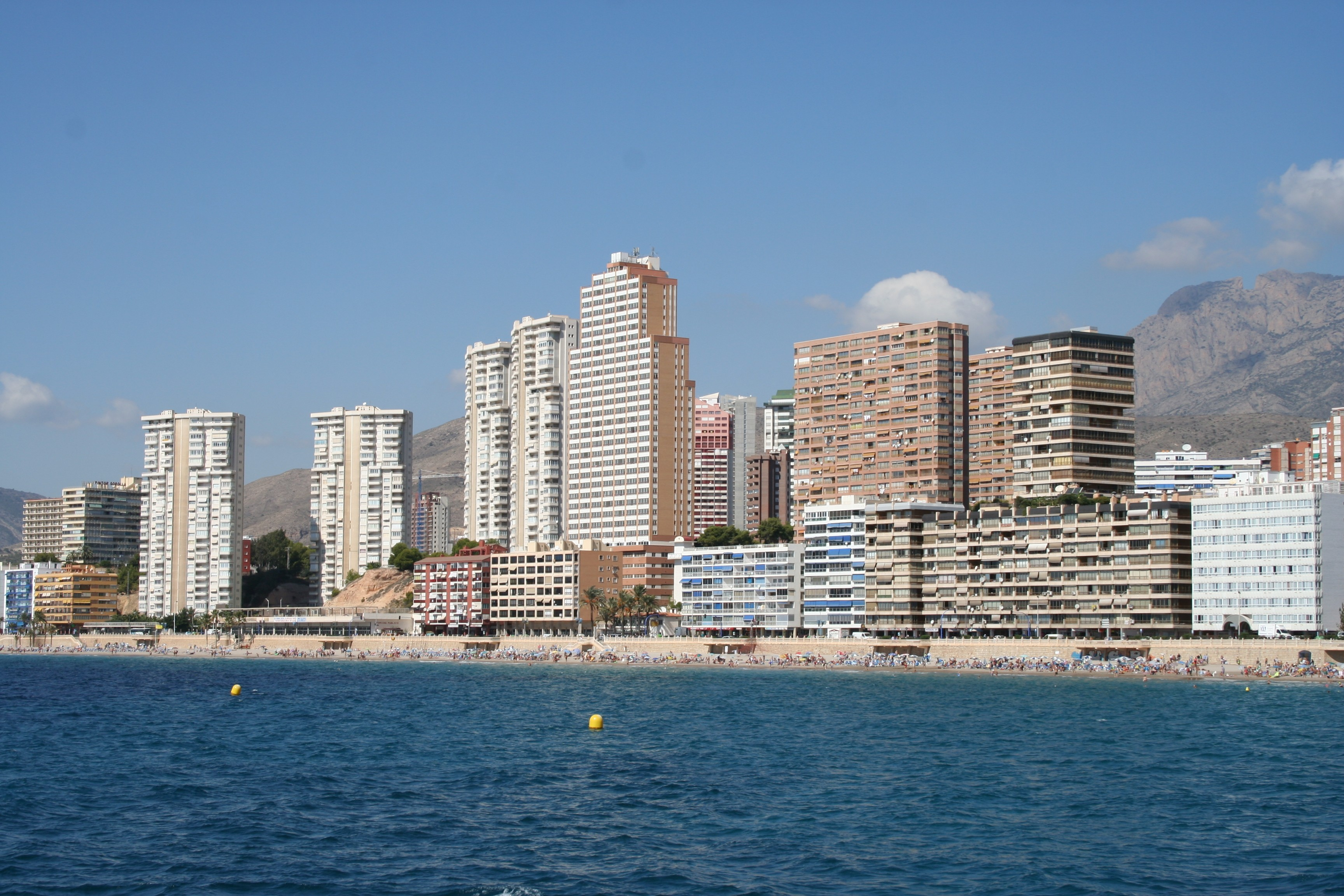
Le tourisme de masse : des hôtels de grande hauteur, tel qu'on peut en voir à Benidorm (photo), ont été construits le long du littoral sud-européen dans les années 1960 et 1970 pour accueillir les touristes en provenance d'Europe du Nord.

Quelques tendances émergent ces dernières années. Tout d'abord, on observe un émiettement de la durée des vacances, avec pour corollaire un étalement de la « saison ». Cette tendance à l'émiettement contribue aussi à développer un tourisme de proximité. On observe également un goût plus prononcé pour l'itinérance : la mobilité s'accroît en fonction de la météo, des besoins familiaux, des envies du moment, des fêtes ou événements divers. Cette diversité des goûts et des pratiques contribue également au développement des séjours à thèmes. Ces facteurs impliquent une bonne connaissance des flux touristiques.
Ces dernières années, en raison d'une diminution du temps de travail offrant à chacun plus de temps de loisirs mais aussi en fonction du coût de la vie qui, en augmentation constante, limite les dépenses, s'est créé le « tourisme d'un jour » qui prend de plus en plus d'extension. Une nouvelle forme de tourisme se développe depuis quelques années: le tourisme créatif qui offre aux visiteurs une participation active à la culture d'un pays ou d'une région.

## Les formes du tourisme
Le tourisme se présente sous diverses formes avec notamment le tourisme balnéaire, sports d'hiver ou encore tourisme vert, voire selon des thématiques comme le tourisme d'affaires, culturel, sexuel, de mémoire, de naissance ou encore l'écotourisme.
Au niveau du tourisme mondial, la moitié des touristes internationaux recensés en 2016 voyagent à des fins de détente, loisirs et vacances, contre 15 % à titre de tourisme d'affaires, et un quart environ pour d'autres motivations : visites aux parents et amis, religion, pèlerinage. 54 % des visiteurs internationaux voyagent vers leur destination par avion, le reste (46 %) voyageant différemment : 39 % par la route, 5 % par l'eau, 2 % par le rail.

### Tourisme créatif
Le tourisme créatif existe, comme forme de tourisme culturel, depuis les origines mêmes du tourisme. Ses racines européennes renvoient au Grand Tour qu'effectuaient les jeunes aristocrates européens dans le but de découvrir d'autres cultures en réalisant des voyages basés sur l'expérience. Plus récemment le tourisme créatif a été reconnu comme tel par Crispin Raymond et Greg Richards, qui, en tant que membre de ATLAS (Association for Tourism and Leisure Education) ont dirigé un grand nombre de projets et études pour la Commission Européenne.
Le tourisme créatif réunit de plus en plus d’adeptes dans le monde, désireux de réaliser une activité artistique et créative qui leur permette de découvrir la culture de leur lieu de séjour en vivant des moments privilégiés avec ses habitants. L’engouement croissant des touristes pour cette nouvelle façon de découvrir une culture intéresse particulièrement les responsables territoriaux et les opérateurs, sensibles à la possibilité d’attirer un tourisme de qualité tout en mettant en valeur le patrimoine immatériel (ateliers d’artisanat, stages de cuisine, etc.) et en optimisant l’utilisation des infrastructures existantes (via par exemple la location de salles et auditorium).
Plusieurs destinations françaises ont reçu le label « Creative Friendly Destination » de la part du réseau mondial du tourisme créatif Creative Tourism Network en reconnaissance de leur programme de tourisme créatif.

### Tourisme d'affaires
Le tourisme est également lié au monde du travail par le biais du tourisme d'affaires et par celui des pratiques appelées en anglais « incentive ». Le premier concerne toute l'offre touristique (divertissement, découverte) qui entoure les voyages d'affaires, les congrès, les séminaires, les salons - et la France est encore pour quelques années la première destination mondiale des salons et congrès. Le second (« incentive ») consiste en des voyages organisés pour le personnel d'une entreprise (en français : voyage de stimulation). Il peut comprendre des épreuves sportives ou ludiques, mais aussi des activités culturelles, en complément de séminaires ou de réunions.
On observe que les pratiques se diversifient, s'entrecroisent, créant autant de niches pour les producteurs du tourisme. Une clientèle ne se définit plus par une pratique unique, une pratique ne définit plus un seul profil de clientèle.
En République populaire de Chine, le tourisme et la consommation touristique ont fortement augmenté : en 2003, on estime que plus de cent millions de Chinois ont parcouru et visité leur pays, en dehors des voyages pour motif familial. Ce nombre a atteint 130 millions en 2008, alors que 46 millions de Chinois sont allés à l'étranger,.

### Tourisme scientifique
La notion de tourisme scientifique reste évolutive. Certaines propositions de définitions ont été proposées.
Cette forme de tourisme particulière est pensée pour constituer une passerelle entre le tourisme et le monde scientifique.
Il est possible de distinguer différentes formes de pratiques :
- le tourisme d’exploration ou d’aventure à dimension scientifique ;
- l’écotourisme via les études réalisées au sein des parcs nationaux ou réserves ;
- l’écovolontariat scientifique.

### E-tourisme
L'avènement de l'e-tourisme est à l'origine de la désintermédiation et la consolidation du secteur du tourisme (dématérialisation du billet papier en billet électronique, développement de grandes plateformes de distribution, etc.). Internet offrant de nouvelles sources d'informations sur les destinations, cela favorise le développement du tourisme participatif tel que le mouvement greeter, une offre de tourisme non marchand qui permet au touristes de rencontrer les habitants et qui aide à réinventer les rapports entre visiteurs et populations visitées.

### Tourisme sombre
Apparu plus récemment, le tourisme sombre (ou noir) (de l'anglais dark tourism) consiste à visiter des endroits évoquant souffrance, mort et peur : le camp d’extermination d’Auschwitz, l'île de Gorée, la centrale de Tchernobyl.

### Tourisme sexuel
Le tourisme sexuel est un type de tourisme pratiqué par des individus qui voyagent dans le but d'avoir des relations sexuelles à caractère commercial avec les habitants du lieu de destination.

## Les aménagements touristiques
Un aménagement est l’ensemble des constructions humaines aménagées pour faciliter la vie d’une collectivité. Exemples : routes, port, aqueducs, égouts, etc. Les aménagements touristiques servent à mettre en valeur des attraits ainsi qu’à les rendre accessibles. Exemples : belvédère, funiculaire, centre de location d’équipement, route, etc.

## Économie et statistiques

### Chiffres clés du tourisme (statistiques et tendances)

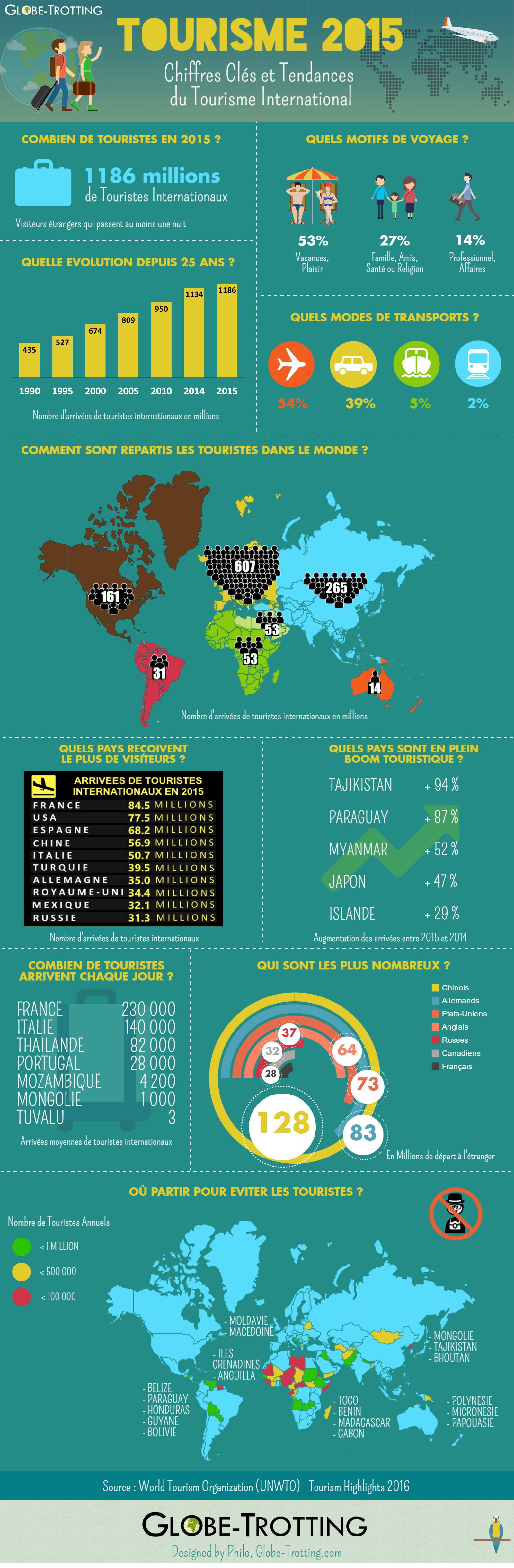
Infographie : Chiffres clés du tourisme en 2015.

Le tourisme est un des phénomènes les plus marquants depuis le milieu du XXe siècle. En 1950, quelque 25 millions de touristes franchissent une frontière internationale. Ils passent à 500 millions dans les années 1990. La barre du milliard est franchie en 2012.
L'Organisation mondiale du tourisme (OMT) annonce un nouveau record d’arrivées de touristes internationaux avec le chiffre brut de 1,322 milliard en 2017, soit une hausse de 7 %, l'Europe accueillant 671 millions de personnes, soit la moitié des touristes internationaux. Il s'agit de la huitième année de croissance depuis la crise économique de 2008, ces résultats étant en partie attribuables à l’essor économique mondial, à une demande musclée du tourisme émetteur de nombreux marchés traditionnels et émergents, et à un risque terroriste moins présent.

### Pays les plus visités
| 1                                                                                                | France      | Europe            | 89 millions |
| 2                                                                                                | États-Unis  | Amérique du Nord  | 83 millions |
| 3                                                                                                | Espagne     | Europe            | 80 millions |
| 4                                                                                                | Chine       | Asie              | 63 millions |
| 5                                                                                                | Italie      | Europe            | 62 millions |
| 6                                                                                                | Turquie     | Asie              | 46 millions |
| 7                                                                                                | Mexique     | Amérique centrale | 41 millions |
| 8                                                                                                | Allemagne   | Europe            | 39 millions |
| 9                                                                                                | Thaïlande   | Asie              | 38 millions |
| 10                                                                                               | Royaume-Uni | Europe            | 36 millions |
| 1 La région Europe de l'OMT inclut la Turquie, Israël et tous les pays d'ex-URSS dont la Russie. |             |                   |             |

| Rang | Pays        | OMT Région       | Présence (2019) |
| ---- | ----------- | ---------------- | --------------- |
| 1    | États-Unis  | Amérique du Nord | 345,4 millions  |
| 2    | Espagne     | Europe           | 299,2 millions  |
| 3    | Italie      | Europe           | 220,6 millions  |
| 4    | Chine       | Asie             | 196,2 millions  |
| 5    | Royaume-Uni | Europe           | 161,3 millions  |
| 6    | France      | Europe           | 136,8 millions  |

Après avoir chuté de 3,9 % en 2010 (« pire année depuis 60 ans » selon Taleb Rifai, secrétaire général de l'Organisation mondiale du tourisme), le nombre de touristes dans le monde a progressé de 6,6 % en 2011, 5 % en 2012 et 4 % en 2013, année qui voit le nombre de touristes dans le monde dépasser le nombre symbolique d’un milliard de personnes.
L'OMT précise dans son rapport annuel le nombre de touristes dans la plupart des pays du monde. Ces chiffres comprennent non seulement les touristes qui ont pour destination le pays concerné mais également ceux pour qui ce pays est une voie de transit dans lequel ils passent une nuit, conformément à la définition du tourisme : ces derniers constituent environ 20 % de la part des touristes en France. Il est à noter qu'en 2010, la Chine a surpassé l'Espagne pour devenir le troisième pays le plus visité.
En 2023, l'Union européenne compte 2,9 milliard de nuitées dans des établissements de tourisme.

### Recettes du tourisme international
Les recettes du tourisme international engrangées par les destinations à travers le monde enregistrent une croissance spectaculaire depuis le milieu du XXe siècle, passant de 2 milliards de dollars en 1950, à 104 milliards en 1980, puis à 495 milliards en 2000 et 1260 milliards en 2015. Selon l'OMT, le tourisme international et interne représente 10 % du PIB mondial, en impact direct, indirect et induit (en), et un emploi sur 11 dans le monde (également en impact direct, indirect et induit). Cela correspond à 12 % des recettes fiscales des états, à 30 % des exportations totales de services dans le monde et à 7 % des exportations totales de biens et de services.
Les dix pays recevant le plus de recettes du tourisme international en 2012 sont, selon l'Organisation mondiale du tourisme :
| Rang | Pays              | Région           | Recettes du tourisme international (2016) | Recettes du tourisme international (2011, rang) |
| ---- | ----------------- | ---------------- | ----------------------------------------- | ----------------------------------------------- |
| 1    | États-Unis        | Amérique du Nord | 205.9 milliards $                         | 126.2 milliards $                               |
| 2    | Espagne           | Europe           | 60.3 milliards $                          | 55,9 milliards $milliards $                     |
| 3    | France            | Europe           | 42.5 milliards $                          | 53,7 milliards $ (3e rang)                      |
| 4    | Thaïlande         | Asie             | 49.9 milliards $                          | xx.x milliards $ (xx rang)                      |
| 5    | Chine             | Asie             | 50,0 milliards $                          | 44.4 milliards $milliards $                     |
| 6    | Italie            | Europe           | 40.2 milliards $                          | 41,2 milliards $                                |
| 7    | Royaume-Uni       | Europe           | 39.6 milliards $                          | 36,4 milliards $ (8e rang)                      |
| 8    | Allemagne         | Europe           | 37.4 milliards $                          | 38,1 milliards $ (7e rang)                      |
| 9    | Hong Kong (Chine) | Asie             | 32.9 milliards $                          | 32,1 milliards $                                |
| 10   | Australie         | Océanie          | 32.4 milliards $                          | 31,5 milliards $                                |

### Dépenses du tourisme international (2012)
Selon l'Organisation mondiale du tourisme, les dix pays dépensant le plus d'argent dans le tourisme international sont, en 2012 :
| Rang | Pays        | Région           | Dépenses du tourisme international (2011) | Dépenses du tourisme international (2012) | Variation en % |
| ---- | ----------- | ---------------- | ----------------------------------------- | ----------------------------------------- | -------------- |
| 1    | Chine       | Asie             | 72,3 milliards $                          | 102,0 milliards $                         | 40.5           |
| 2    | Allemagne   | Europe           | 85,9 milliards $                          | 83,8 milliards $                          | 2.4            |
| 3    | États-Unis  | Amérique du Nord | 78,7 milliards $                          | 83,7 milliards $                          | 6.6            |
| 4    | Royaume-Uni | Europe           | 51,0 milliards $                          | 52,3 milliards $                          | 2.5            |
| 5    | Russie      | Europe           | 32,5 milliards $                          | 42,8 milliards $                          | 31.6           |
| 6    | France      | Europe           | 44,1 milliards $                          | 38,1 milliards $                          | 13.6           |
| 7    | Canada      | Amérique du Nord | 33,3 milliards $                          | 35,2 milliards $                          | 5.7            |
| 8    | Japon       | Asie             | 27,2 milliards $                          | 28,1 milliards $                          | 3.3            |
| 9    | Australie   | Océanie          | 26,7 milliards $                          | 27,6 milliards $                          | 3.4            |
| 10   | Italie      | Europe           | 28,7 milliards $                          | 26,2 milliards $                          | 8.8            |

### Pays de forte croissance touristique
| Rang | Pays                 | Pourcentage |
| ---- | -------------------- | ----------- |
| 1    | Myanmar              | 73,5 %      |
| 2    | Soudan               | 49,8 %      |
| 3    | Azerbaïdjan          | 36,4 %      |
| 4    | Qatar                | 34,1 %      |
| 5    | Sao Tomé-et-Principe | 30,1 %      |
| 6    | Islande              | 26,7 %      |
| 7    | Sri Lanka            | 26,4 %      |
| 8    | Cameroun             | 25,5 %      |
| 9    | Géorgie              | 22,7 %      |
| 10   | Kirghizistan         | 19,5 %      |

| Rang | Pays        | Pourcentage |
| ---- | ----------- | ----------- |
| 1    | Islande     | 57,1 %      |
| 2    | Azerbaïdjan | 46,1 %      |
| 3    | Mongolie    | 24,4 %      |
| 4    | Chypre      | 15,4 %      |
| 5    | Kazakhstan  | 15,2 %      |
| 6    | Moldavie    | 14,2 %      |
| 7    | Costa Rica  | 12,1 %      |
| 8    | Géorgie     | 11,2 %      |
| 9    | Sri Lanka   | 10,7 %      |
| 10   | Thaïlande   | 10,7 %      |

### Villes les plus visitées, par arrivées de touristes internationaux (2018)
Le classement des dix villes les plus visitées au monde est établi selon les statistiques fournies par les services officiels de chaque ville. Il comprend à la fois le tourisme de loisir et le tourisme d'affaires (ce dernier constituant par exemple entre 40 et 50 % des arrivées parisiennes). Les méthodologies sont susceptibles de différer (nombre de touristes internationaux enregistrés dans les hôtels et/ou autres types d'hébergement, nombre d'arrivées de passagers par avion dans les pays insulaires, aire géographique couverte…). Certaines villes comme Madrid et Rome ne fournissent que des statistiques concernant l'hébergement hôtelier, ce qui rend difficile une estimation réelle. Enfin, certaines villes comme New York et Antalya n'indiquent pas si leurs calculs incluent également les visiteurs pour moins de 24 heures (qui n'ont donc pas le statut de touriste). Dans ce classement, les villes européennes bénéficient de manière importante du marché international les environnant. Ainsi, les villes américaines sont beaucoup plus visitées que ne le suggère le tableau, mais avant tout par des nationaux, non compris dans le classement.
| Les dix villes les plus visitées au monde par estimation du nombre de touristes internationaux |                     |                                     |             |
| Ville                                                                                          | Pays                | Touristes internationaux (millions) | Année/Notes |
| Hong Kong                                                                                      | Hong Kong           | 29,2                                | 2018        |
| Bangkok                                                                                        | Thaïlande           | 24,1                                | 2018        |
| Londres                                                                                        | Royaume-Uni         | 19,7                                | 2018        |
| Paris                                                                                          | France              | 19,3                                | 2018        |
| Macao                                                                                          | Macao               | 18,9                                | 2018        |
| Singapour                                                                                      | Singapour           | 18,5                                | 2018        |
| Dubai                                                                                          | Émirats arabes unis | 13,6                                | 2018        |
| New York                                                                                       | États-Unis          | 13,45                               | 2018        |
| Kuala Lumpur                                                                                   | Malaisie            | 13,44                               | 2018        |
| Istanbul                                                                                       | Turquie             | 13,43                               | 2018        |

## Conséquences sur le plan économique, social et environnemental du tourisme

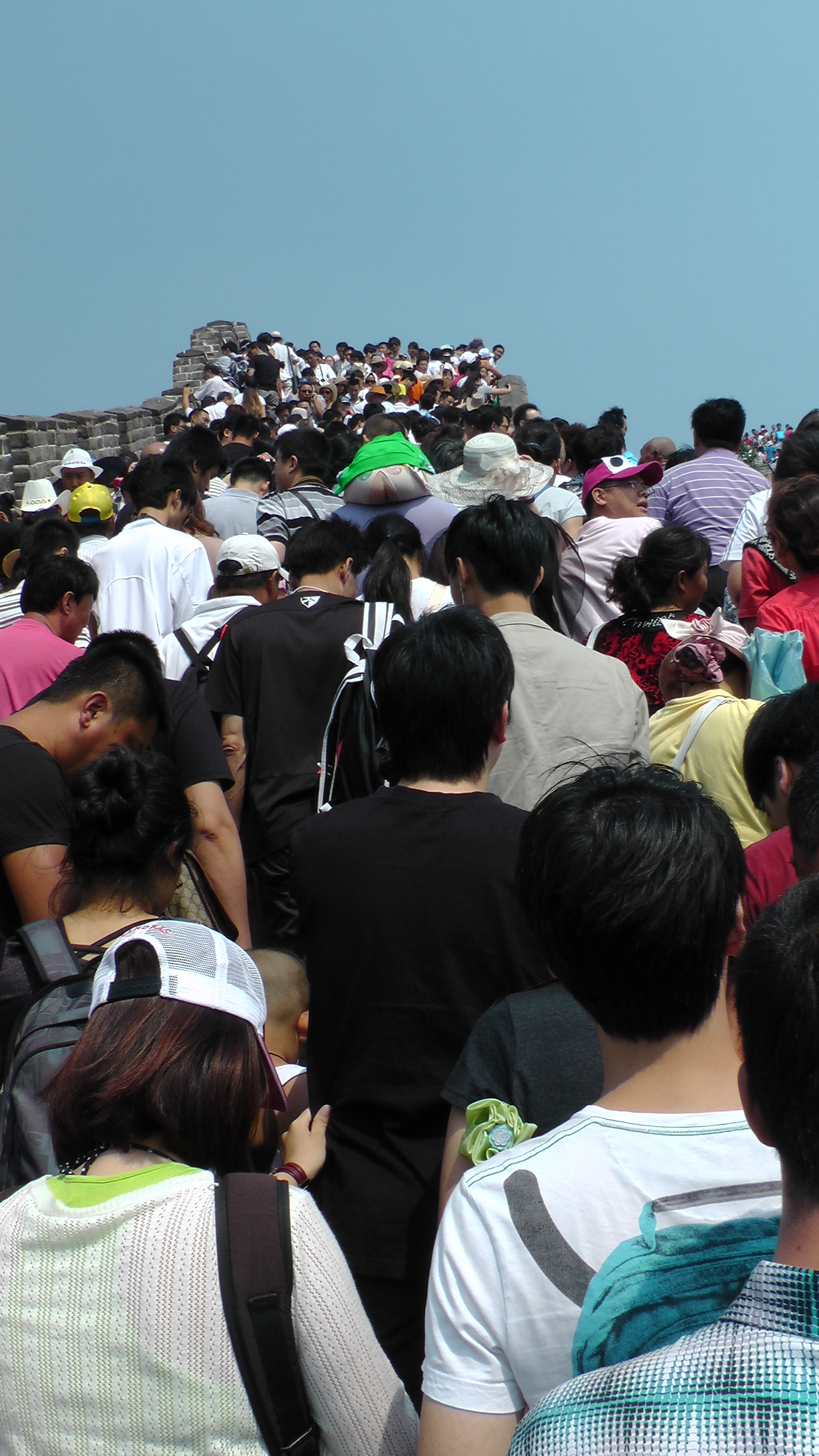
Encombrement touristique sur la Grande Muraille de Chine, à Badaling.

Le tourisme est une activité économique majeure permettant aux régions où se localise le développement d'obtenir une source de revenus importants. Toutefois, le développement des différentes activités et infrastructures engendre également des problèmes que l'on qualifie parfois d'effet « pervers » dans les différentes littératures. En effet, des auteurs ou des observateurs accusent ainsi régulièrement les activités touristiques d'être responsables de la destruction des modes de vie traditionnels ou de surconsommation des ressources locales (énergies, eau, etc.), de participer à l'augmentation des différents coûts, à une forme de spéculation foncière, à la destruction de l'environnement.

### Conséquences économiques
Le tourisme a différentes conséquences économiques sur les différents pays. Premièrement, il apporte un certain revenu aux gouvernements des pays ciblés, mais il participe également au développement de certaines industries, notamment dans le secteur de la restauration et de l'hôtellerie.
La tendance courant dans les déplacements touristiques est des pays riches vers les plus pauvres puisque c'est chez les premiers que les ressources pour les voyages sont les plus disponibles. De grandes organisations comme l'UNESCO et la Banque mondiale, durant la seconde moitié du XXe siècle veulent profiter de ce mouvement humain et le traduire en un mouvement de transfert de finances et de capital, bref en faire un « passeport pour le développement », pour dire comme Kadt. Comme l'analyse Saidi, la perspective alors priorisée est celle du développementalisme, notamment chez les économistes et les gestionnaires, qui conçoivent alors le tourisme comme une industrie dont il faut tirer profit.
La pandémie du coronavirus débutée en 2019 a un impact notable sur le tourisme mondial. La pandémie du coronavirus aura causé un réel impact sur le tourisme mondial.
Pratiquement huit professionnels du tourisme sur dix ont vu leur chiffre d’affaires baisser durant l'été 2020 par rapport à la saison estivale précédente.
Les réservations de vols vers la France ont baissé de 90 % en provenance d’Asie et de 75 % pour le reste du monde.
En France, la baisse globale d’activité liée à la crise de la COVID-19 a eu un fort impact, d’environ 33 %, dont 5 points pour les secteurs touristiques.[réf. souhaitée].

### Conséquences sociales et culturelles
Le tourisme peut créer des effets « collatéraux » socio-culturels (perte d'identité, acculturation, prostitution, folklorisation des sociétés traditionnelles, « consommation des mœurs »…).
Le contexte des aspects sociaux les plus marquants peuvent être :
- Des voyageurs européens et occidentaux, du Nord de l’Europe ou des pays riches qui visitent des pays en général plus méridionaux et pauvres.
- Des conditions de travail mauvaises dans les hôtels ou les entreprises locales car les salariés sont soumis à des conditions de travail précaires avec des contrats courts, non garantis par l’application des conventions collectives sur la durée de travail et la rémunération (pays du Sud de l'Europe)
- Des difficultés à faire valoir ces droits par les salaries concernés auprès des sous-traitants rendent l’implantation syndicale quasi impossible dans certains pays.

Il peut aussi créer une dynamique de pouvoir entre la personne qui regarde et la personne (touriste) qui est regardée (issue de la population locale). Saidi explique pourquoi la personne qui regarde est celle qui détient la plus grande part du pouvoir dans cette relation : c'est elle qui module ce qui est dit de l'autre puisque c'est son intérêt de curiosité qui est priorisé. De plus, de façon générale, les activités reliées au tourisme cherchent à plaire justement aux personnes visiteuses, parfois au détriment des autres.

### Conséquences écologiques et climatiques
- Si vous ne connaissez pas le sujet, laissez ce bandeau (vous pouvez alors contacter les auteurs).
- Si vous supprimez le contenu mis en cause (vous pouvez préalablement contacter les auteurs),

argumentez précisément cette suppression dans la page de discussion
(un manque de référence n'est pas un argument ; une recherche réelle de référence doit avoir été effectuée, être formellement documentée).

#### La dégradation des milieux naturels
Le tourisme frappe l'environnement, et est à son tour touché par la dégradation de la nature.
Le tourisme vert et les touristes en général recherchent notamment des environnements et une biodiversité préservée ou de qualité[réf. incomplète]. Mais il est actuellement source de dégâts environnementaux non compensés, via notamment les routes, aménagements hôteliers, urbanisme touristique, ports, marinas, golfs, pistes de ski, parkings, pollution lumineuse, etc. et il augmente la consommation de ressources naturelles localement pas ou peu renouvelables, en encourageant parfois la surfréquentation voire la destruction d'habitats et milieux naturels ou terres cultivables.
Parmi les problèmes les plus fréquents :
- la pollution et nuisances (déchets laissés par les touristes, bruit, mégots et autres déchets et dérangement) ;
- la pollution de l'air via des modes de transport polluants : avions, paquebots des croisiéristes, bateaux rapides sur coussins d'air (aircrafts), etc.
- la consommation d'espaces agronomiquement ou écologiquement précieux ;
- la surexploitation des ressources (tourisme de chasse et pêche, récolte d'espèces rares, coquillages, animaux empaillés, etc.), consommation de viande de brousse ;
- dégradation ou destruction d'écosystèmes et de paysages, en particulier littoraux, par surfréquentation ou à la suite des aménagements et constructions touristiques ;
- privatisation du patrimoine naturel.

#### «Empreinte écologique» et climatique liée aux transports
L'empreinte écologique individuelle des touristes croît rapidement, de même que le nombre de touristes circulant dans le monde (exemple : doublement en France de 1964 à 2004, passant de 200 à plus de 400 millions de touristes/an).
Certaines formes de tourisme ont une empreinte énergétique et climatique particulièrement élevée (transports aériens, grandes croisières, etc.).
À titre d'exemple, une étude[réf. non conforme] a montré qu'en 2006, rien que le transport des touristes français a produit 6 % des émissions de gaz à effet de serre (GES) du pays. 5 % des touristes ont émis 50 % du total des émissions liées au tourisme (rien qu'en se transportant sur leur lieu de vacances), et 10 % des touristes ont émis près des deux tiers des GES » (environ 3 millions de personnes qui ont émis 15 millions de tonnes de gaz à effet de serre). Toujours selon cette étude, en 40 ans, le touriste français moyen a beaucoup évolué. Ses séjours sont plus courts (passant de 20 à 12 jours), mais plus nombreux (de 1,5 en 1968 à 2,2 en 2008) et plus lointains (+ 12 % à 19 % de séjours à l'étranger)[réf. non conforme].
L'avion est le premier contributeur aux émissions de GES des touristes, bien que restant le moins utilisé pour se rendre sur le lieu de vacances. En 2006, 7 % des touristes l'ont utilisé (contre 75 % qui ont utilisé leur voiture)[réf. non conforme] ; pourtant ces avions ont produit 62 % des émissions de GES du tourisme français, soit 18,5 millions de tonnes, contre « une dizaine de millions de tonnes » pour la voiture (36 % des émissions totales)[réf. non conforme]. Les voyages de France vers des pays lointains (hors Europe et Maghreb) n'ont représenté qu'environ 2 % de la totalité des séjours de 2006, mais ont émis 43 % des émissions du tourisme, soit 13 millions de tonnes de GES[réf. non conforme]. Les séjours en France métropolitaine ont représenté 36 % des émissions de GES (10,7 millions de tonnes)[réf. non conforme]. Les trajets vers le Maghreb et l'Europe ont compté pour 21 % des émissions (6 millions de tonnes de CO2)[réf. non conforme]. Ce bilan ne tient pas compte des effets liés à la construction des routes, parkings et aménagements touristiques ni du tourisme d'affaire (qui s'il avait été intégré dans cette étude aurait porté la part du transport touristique non pas à 6 % du total des émissions françaises, mais à 8 %[réf. non conforme]).
La visite de grands sites naturels (quatrième place dans les activités liées aux déplacements les plus émetteurs) a en 2006 produit en moyenne 457 kg de GES par séjour, ce qui est le triple d'un séjour moyen[réf. non conforme]. En France, les transports vers les zones de sports d'hiver produiraient de moindres émissions de GES, grâce au TGV et à des destinations plus proches (limitées au territoire français)[réf. non conforme].
En 2007, un sommet de l'OMT sur le climat et le tourisme s'est conclu sur une Déclaration finale engageant le secteur du tourisme à réagir rapidement à la modification du climat s'il veut connaître une croissance durable.
En 2017 (10 ans après) le tourisme s'est encore accru, représentant pour 160 pays étudiés 8 % des émissions de gaz à effet de serre (si l'on tient compte des émissions directes et indirectes)[réf. non conforme]. Le tourisme introduit maintenant environ 4,5 gigatonnes/an d'équivalent-dioxyde de carbone émis dans l'atmosphère, soit quatre fois les estimations antérieures qui étaient de 1 à 2 Gt/an). L'empreinte carbone annuelle du tourisme croît : elle passe de 3,9 Gt en 2009 à 4,5 Gt en 2013, et tend à encore augmenter : le statu quo devrait porter l'empreinte carbone du tourisme à 6,5 gigatonnes avant la fin 2025 selon une étude publiée en 2018[réf. non conforme].
Les Américains sont les premiers contributeurs via leurs voyages ailleurs et via ceux des personnes venant visiter les États-Unis. Mais les pays émergents progressent rapidement (Chine, Inde et Brésil notamment). Selon l'Organisation mondiale du tourisme/ONU en 2017, les Chinois ont été les touristes les plus dépensiers (258 milliards de dollars US, près du double des 135 milliards de dollars dépensés par les Américains en 2017).
La recommandation de moins prendre l'avion ne porte pas et le kérosène échappe toujours à la taxe carbone pendant que le désir de voyager plus et plus loin ne fléchit pas, et qu'il est encouragé par les publicités touristiques. De plus, les investissements important faits en faveur du tourisme sont un « accélérateur d'émissions plus fort que la croissance de la fabrication, de la construction ou de la prestation de services ».

#### «Empreinte écologique» liée aux activités sur place
Outre le transport des touristes, leurs achats et leur alimentation qui ont les impacts climatiques les plus élevés. En France une étude a montré que la minorité de touristes séjournant dans des hôtels trois étoiles et plus ou dans des clubs de vacances sont aussi ceux dont le déplacement a été (en 2006) le plus producteur de GES (36 % du total des émissions produites par le transport touristique). Au contraire, les vacances dites « familiales » ont produit proportionnellement beaucoup moins de carbone (moins de 100 kg par séjour pour une famille résidant chez des amis ou dans la famille, mais ces derniers types de touristes font des séjours plus fréquents notent les auteurs de l'étude). Selon une autre étude[réf. non conforme], en France et en 2006, les déplacements automobiles de proximité ou moyenne distance, des week-ends et vacances ont représenté 16 % des émissions annuelles de CO2 des véhicules particuliers.
Des formes de tourisme durable ou de tourisme solidaire tentent de limiter ces effets et/ou les compenser (compensation carbone, tourisme éthique, etc.), voire souhaitent avoir davantage d'effets positifs que négatifs écotourisme.

#### L'empreinte du tourisme sur le climat
Elle est devenue considérable : en 2017 il est responsable de 8 % du total des émissions de gaz à effet de serre des humains. Elle est due aux transports et aux activités sur place, aux touristes eux-mêmes ainsi qu'aux professionnels du tourisme. Les déplacements intérieurs sont les plus coûteux en émission. Les États insulaires, dits destinations exotiques dans le milieu touristique, comme les Maldives ou Chypre, sont fortement pénalisés de ce point de vue.

## Tourisme et responsabilité sociale d'entreprise ( RSE )
Le respect par les donneurs d'ordres des normes sociales et environnementales tout au long de la chaine de leurs prestataires est indispensable. Cela passe entre autres la certification d’organismes indépendants des opérateurs du tourisme. Certaines entreprises du secteur ont adopté des démarches de Responsabilité sociétale des entreprises. D'autres sont concernés par le Devoir de vigilance

## Guides et presse touristiques
(mars 2010).
Deux types de produits éditoriaux concernent le tourisme : les guides de tourisme et les magazines et revues spécialisées.
Ce panorama de l'édition touristique ne serait pas complet si on omettait l'offre gratuite qui a deux sources principales :
- les collectivités territoriales et organismes publics qui font la promotion des destinations et infrastructures touristiques : office de tourisme, comité du tourisme, etc.
- les tours opérateurs (ou voyagistes) qui produisent chaque année le catalogue des destinations mises en vente.

Outre leur gratuité, elles présentent l'inconvénient d'être limitées géographiquement dans le premier cas ou d'être limitées à une offre constituée et peu informative pour d'autres usages que ce à quoi la destine le voyagiste dans le second cas. En définitive, elles ne sont pas concurrentielles avec la production éditoriale marchande.

### Les guides de tourisme
Les objets principaux des guides de voyage sont :
- Le repérage : itinéraire, hôtellerie, restauration ;
- L'offre culturelle : monuments, sites, curiosités, musées, etc.

La plus ancienne et la plus fortement établie est celle consacrée à la restauration et à l'hôtellerie (avec par exemple en France les guides : Michelin « rouge », Gault-Millau, Bottin Gourmand ; Touring Editore, Slow Food Editore, Le Guide de l'Expresso, La Guida Michelin en Italie ; Der Michelin Führer en Allemagne et en Autriche ; les guides Michelin Benelux, Europe main cities, Espana-Portugal, Great Britain & Ireland, London, Portugal, Suisse/Schweiz/Svizzera).

#### Distribution
Le Syndicat national de l'édition évalue la vente d'ouvrages de tourisme à plus de 11 millions d'exemplaires, soit un peu plus de 75 millions d'€. de chiffre d'affaires. Ces ouvrages sont vendus majoritairement sur support papier, dans les librairies, les grandes surfaces générales et spécialisées, qui sont nombreuses à avoir un rayon spécialisé « Tourisme, voyages ». Par exemple, pour les Fnac, le rayon tourisme représente 15 % de l'activité librairie, (et occupe environ 45 % du linéaire sciences humaines) ou encore, chez Ombres Blanches, libraire toulousain, le tourisme fait l'objet d'un magasin à part, fortement identifié. De nombreuses grandes villes ont au moins une librairie spécialisée : Paris, Lyon, Montréal, Bruxelles, Lille, etc. (cf. annexe 2c : liste des librairies spécialisées).[réf. nécessaire]

#### Lectorat
Les utilisateurs de guides n'hésitent pas à acheter plusieurs guides : environ 2,5 guides pour un voyage, soit au moins un guide généraliste avec hôtellerie restauration et un guide plus culturel. Environ 68 % des 40 millions de Français qui partent en vacances au moins une fois par an achètent des guides de tourisme. De plus, il faut noter l'usage qui se développe d'acheter plusieurs guides pour la région où l'on habite, ce qui est le pendant du développement du tourisme de proximité.[réf. nécessaire]
Les guides de tourisme sont utilisés traditionnellement pendant le voyage, d'où pour beaucoup une taille adaptable à la boîte à gants de l'automobile. Un certain nombre de guides (les mêmes que les précédents ou d'autres) ont une fonction préparatoire au voyage, ou encore une fonction de souvenir.
Dans le premier cas (préparation du voyage), on trouve notamment les ouvrages précis et rigoureux avec des informations factuelles à jour : ils servent à déterminer l'itinéraire, les visites projetées et servent aussi à budgétiser le voyage. Dans le deuxième cas (souvenir), on trouve des ouvrages comportant plus de rédactionnel destiné à compléter la connaissance du territoire découvert lors du voyage, une iconographie plus riche qui les range dans la catégorie des beaux livres illustrés.

#### Nouveaux supports
La plupart des éditeurs de guides touristiques amorcent en ce moment un virage vers les supports électroniques en ligne dans la dynamique du e-tourisme, tout en n'abandonnant pas le papier qui a pour lui d'être itinérant, quoique pesant, et qui présente de plus l'inconvénient majeur d'être obsolète quasiment dès sa parution, notamment pour les renseignements pratiques.
Le guide sur support électronique, notamment en ligne, a pour lui d'être mis à jour instantanément. Il est particulièrement adapté à un public de niche, qui prépare activement son voyage, qui recherche des informations fiables et qui dispose d'outils informatiques et télématiques. L'édition de guides touristiques s'intéresse de plus en plus aux nouveaux supports, notamment mobiles.
Un bel exemple sur support électronique est proposé par l'éditeur australien Lonely Planet (qui édite encore principalement sur support papier) dont le site francophone reçoit 80 000 visiteurs par mois en 2001, (il faut préciser que son site anglophone reçoit près de 3 millions de visiteurs par mois). Ce site n'est pas encore marchand, la fonction portail est privilégiée, mais Lonely Planet travaille à un projet de guide vendu directement en ligne. Des guides créés par LP sont déjà disponibles sur PSP pour certaines grandes villes européennes.
Le Guide du Routard est l'éditeur de guides dont le site était le plus visité en 2007 (avec plus de 700 000 pages vues par jour), et son offre s'est désormais élargie à des guides audio, en partenariat avec Nouvelles Frontières, et des guides sur GPS, en partenariat avec le constructeur Navigon.
Quant à Michelin, certaines bonnes adresses issues des Guides Rouges ou des Guides Verts sont désormais disponibles sur les GPS développés par la marque.
Mais les guides francophones sont globalement en retard par rapport à l'offre sur support électronique des guides anglophones : le site lonelyplanet.com propose des extraits de chapitres à télécharger ; Rough Guides propose plusieurs solutions comme la consultation intégrale de guides en ligne, des podcasts, des guides sous forme de ebooks, des cartes interactives et des bonnes adresses à télécharger ; DK a lancé a lancé un nouveau site interactif consacré au voyage, basé sur les informations des collections Eyewitness.
Wikivoyage est un guide touristique sur le web, rédigé de manière participative par des auteurs bénévoles, et dont le contenu est sous licence libre.

### Les revues spécialisées
Dans le tourisme, les magazines sont nombreux. Chaque éditeur choisit un axe éditorial spécifique. Il peut s'agir des voyages et de la photographie, de la nature ou encore de la culture et de l'histoire. Depuis quelques années, l'axe régional a été également exploré avec des magazines dédiés à certaines régions françaises.
On ne peut négliger les revues thématiques qui consacrent des rubriques entières aux voyages comme cela est le cas pour des magazines traitant d'équitation, de randonnée, de golf, de plongée, de pêche… mais également des grands quotidiens ou hebdomadaires pour lesquels la rubrique voyages est un incontournable qui fait rêver leurs lecteurs.
Les guides de tourisme ont aussi des périodiques, comme Michelin avec Étoiles ou Le Petit Futé. D'autres guides fournissent du contenu rédactionnel via des partenariats avec les médias.
Enfin, la presse professionnelle est également présente dans le domaine des voyages d'affaires, des congrès, des transports et tourisme et de l'hébergement.
Des revues scientifiques se sont également spécialisées dans le domaine avec par exemple Téoros - Revue de recherche en tourisme, Espaces ou encore dans certains numéros d'Études caribéennes.

## Sécurité
Entre le premier janvier 2013 et le 31 décembre 2015, 3 121 touristes ont été reportés tués par la presse.
Les principales activité recensées dans ces accidents sont les activités nautiques (1035 tués) ; le transport non aérien (875 tués) ; le transport aérien (490 tués) ou les activités de terrain (167 tués).
| Le graphique qui aurait dû être présenté ici ne peut pas être affiché car il utilise l'ancienne extension Graph, désactivée pour des questions de sécurité. Des indications pour créer un nouveau graphique avec la nouvelle extension Chart sont disponibles ici . | Le graphique qui aurait dû être présenté ici ne peut pas être affiché car il utilise l'ancienne extension Graph, désactivée pour des questions de sécurité. Des indications pour créer un nouveau graphique avec la nouvelle extension Chart sont disponibles ici . |
| Source: 2017, The Global Epidemiology of Tourist Fatalities, Caley ReidBowling Green State University. | |

Le graphique qui aurait dû être présenté ici ne peut pas être affiché car il utilise l'ancienne extension Graph, désactivée pour des questions de sécurité. Des indications pour créer un nouveau graphique avec la nouvelle extension Chart sont disponibles ici.